# Maria rêve
Pour plus de détails, voir Fiche technique et Distribution.
Maria rêve est une comédie romantique française réalisée par Lauriane Escaffre et Yvonnick Muller, sortie le 27 août 2022.

## Synopsis
Maria est une femme de ménage un peu isolée dans sa vie. D'un naturel solitaire, plutôt timide, elle est aussi rêveuse et ne se sépare jamais de son petit carnet à fleurs, dans lequel elle note tous ses poèmes. Son employeuse étant décédée, elle doit trouver un autre emploi. Maria est recrutée à l'École des Beaux-Arts. Là-bas, elle découvre un monde totalement différent de ce qu'elle connaît. Il y règne une énergie créatrice, une désinvolture, une liberté presque totale. Surtout, elle y rencontre Hubert, le gardien fantasque de l'école. Tous ces bouleversements dans sa vie pourraient bien conduire Maria à reprendre foi dans la vie.

## Fiche technique
Sauf indication contraire, les informations mentionnées dans cette section peuvent être confirmées par les bases de données cinématographiques IMDb et Allociné,  présentes dans la section « Liens externes ».
- Titre original : Maria rêve
- Réalisation et scénario : Lauriane Escaffre et Yvonnick Muller
- Musique : René Aubry
- Décors : David Bersanetti
- Costumes : Emmanuelle Youchnovski
- Photographie : Antoine Sanier
- Montage : Valérie Deseine
- Son : Stéphane Isidore, Loïc Prian, Pierre-Jean Labrusse
- Production : Foucauld Barre et Nicolas Duval Adassovsky
  - Production déléguée : Hervé Ruet
  - Production associée : Margaux Dourdin Marciano
- Sociétés de production : France 3, Quad Productions et TF1 Studio
- Société de distribution : UGC Distribution et TF1 Studio
- Pays de production :  France
- Langue originale : français
- Format : couleur — 2,35:1
- Genre : comédie romantique
- Durée : 92 minutes
- Dates de sortie :
  - France : 27 août 2022 (Festival d'Angoulême) ; 28 septembre 2022 (sortie nationale)

## Distribution
Sauf indication contraire, les informations mentionnées dans cette section peuvent être confirmées par les bases de données cinématographiques IMDb et Allociné,  présentes dans la section « Liens externes ».
- Karin Viard : Maria Rodrigues
- Grégory Gadebois : Hubert
- Philippe Uchan : Oratio Rodrigues
- Noée Abita : Naomie Hosseinzadeh
- Laurianne Escaffre : Florence Desnoyers
- Pauline Clément : Charlotte
- Yvo Muller : Hendrick Kofman
- Tania Dessources : Fatou
- Catherine Salée : Brigitte
- Samira Sedira : Karima
- Muriel Combeau : la nièce de Mme Margoteau
- Tom Rivoire : élève gothique
- Catherine Vidal : la prof de dessin-morpho

## Accueil

### Accueil critique
En France, le site Allociné donne une moyenne de 3,3⁄5, à partir de l'interprétation de 16 critiques de presse.
Le long-métrage suscite peu d'intérêt pour les critiques de presse[réf. nécessaire], mais ceux qui se sont laissés tenter par les projections sont très satisfaits. Ainsi, Le Parisien déclare sobrement que la « rencontre entre Maria et Hubert, deux âmes seules qui vont devenir sœurs, s’avère vraiment jolie et touchante ». Pour Première, Maria rêve est un mélange entre Je ne suis pas là pour être aimé et Antoinette dans les Cévennes, et possède « un charme fou ».
Pour Caroline Vié de 20 Minutes, « Maria rêve de Lauriane Escaffre et Yvo Muller est un bijou de tendresse et de délicatesse qui souligne la séduction du comédien. ».
Pour la critique des Fiches du cinéma, le film est un peu plus classique, voire trop classique. En effet, la critique estime de son côté que cette « comédie narrant l’émancipation d’une femme engoncée dans un quotidien morne, Maria rêve peine à convaincre au-delà de ses intentions, un peu trop évidentes. ».
Pour aVoir-aLire, le long-métrage est « une jolie œuvre romantique et sociale où Karine Viard excelle dans le rôle d’une femme de ménage qui apprend à s’écouter et à prendre soin d’elle. Un film salutaire. ».

### Box-office
Pour son premier jour d'exploitation dans les salles obscures françaises, Maria rêve réalise 12 745 entrées (dont 2 661 en avant-première, pour 309 copies. Ce score lui permet de positionner quatrième du box-office des nouveautés, derrière Smile (32 859) et devant The Woman King (12 619).
| Pays ou région | Box-office      | Date d'arrêt du box-office | Nombre de semaines |
| -------------- | --------------- | -------------------------- | ------------------ |
| France         | 135 462 entrées | 9 novembre 2022            | 6                  |